# Лор-Сіті (Огайо)
Лор-Сіті (англ. Lore City) — селище (англ. village) в США, в окрузі Гернсі штату Огайо. Населення — 282 особи (2020).

## Географія
Лор-Сіті розташований за координатами 39°59′0″ пн. ш. 81°27′36″ зх. д. / 39.98333° пн. ш. 81.46000° зх. д. (39.983203, -81.460077).  За даними Бюро перепису населення США в 2010 році селище мало площу 0,85 км², уся площа — суходіл.

## Демографія
Згідно з переписом 2010 року, у селищі мешкало 325 осіб у 118 домогосподарствах у складі 88 родин. Густота населення становила 383 особи/км².  Було 139 помешкань (164/км²).
Расовий склад населення:
| - 95,7 % — білих - 0,6 % — чорних або афроамериканців - 0,3 % — корінних американців |

До двох чи більше рас належало 2,5 %. Частка іспаномовних становила 2,5 % від усіх жителів.
За віковим діапазоном населення розподілялося таким чином: 31,4 % — особи молодші 18 років, 52,0 % — особи у віці 18—64 років, 16,6 % — особи у віці 65 років та старші. Медіана віку мешканця становила 32,8 року. На 100 осіб жіночої статі у селищі припадало 91,2 чоловіків;  на 100 жінок у віці від 18 років та старших — 90,6 чоловіків також старших 18 років.
Середній дохід на одне домашнє господарство  становив 51 553 долари США (медіана — 44 375), а середній дохід на одну сім'ю — 61 785 доларів (медіана — 49 861). За межею бідності перебувало 6,7 % осіб, у тому числі 0,0 % дітей у віці до 18 років та 0,0 % осіб у віці 65 років та старших.
Цивільне працевлаштоване населення становило 149 осіб. Основні галузі зайнятості: освіта, охорона здоров'я та соціальна допомога — 22,1 %, роздрібна торгівля — 13,4 %, науковці, спеціалісти, менеджери — 11,4 %.